# Az élet könyve (film, 2014)
Az élet könyve (eredeti cím: The Book Of Life) egész estés amerikai 3D-s számítógépes animációs kaland-musical-komédia, Jorge R Gutiérrez rendezésében, melyet 2014-ben adott ki a Reel FX Creative Studios és a 20th Century Fox. Az amerikai mozikban 2014. október 12-én jelent meg, a magyar mozikban nem vetítették, az HBO és az HBO COMEDY magyar csatornája sugározza, a DVD-premier február 25. volt Amerikában. A karakterek eredeti szinkronját többek között Diego Luna, Zoe Saldana és Channing Tatum adta, mellékszereplőként viszont hallhatjuk Christina Applegate, Ice Cube, Ron Perlman és Kate del Castillo hangját is. Az élet könyvét többek között jelölték a legjobb animációs filmnek járó Golden Globe-díjára, és elnyerte az Annie Awards fesztiválon a legjobb karakter kidolgozás díját animációs film kategóriában.

## Cselekmény
A fiatal Manolo (Diego Luna) szerelmes a gyönyörű Mariába (Zoe Saldana), de ezzel nincs egyedül, mert Joaquin (Channing Tatum) is kitartóan küzd a hölgy kegyeiért. Halottak napján azonban megváltozik minden, amikor két szellem, La Muerte (Kate del Castillo) és Xibalba (Ron Perlman) fogadást kötnek, hogy ki nyeri el Maria szívét. Félve, hogy elveszíti a fogadást, Xibalba gonosz tervet eszel ki: kígyót küld Manolóra, hogy megölje és ezáltal Joaquin legyen a választott. Célját elérve, Manolo a halottak birodalmában találja magát és ha újra látni szeretné Mariát, ki kell állnia a próbákat. Annak érdekében, hogy visszatérhessen az emberi világba, hihetetlen kalandra indul, ami három fantáziavilágon viszi keresztül, és ami során szembe kell néznie legbelsőbb félelmeivel is.

## Vonatkozások a mexikói kultúrára

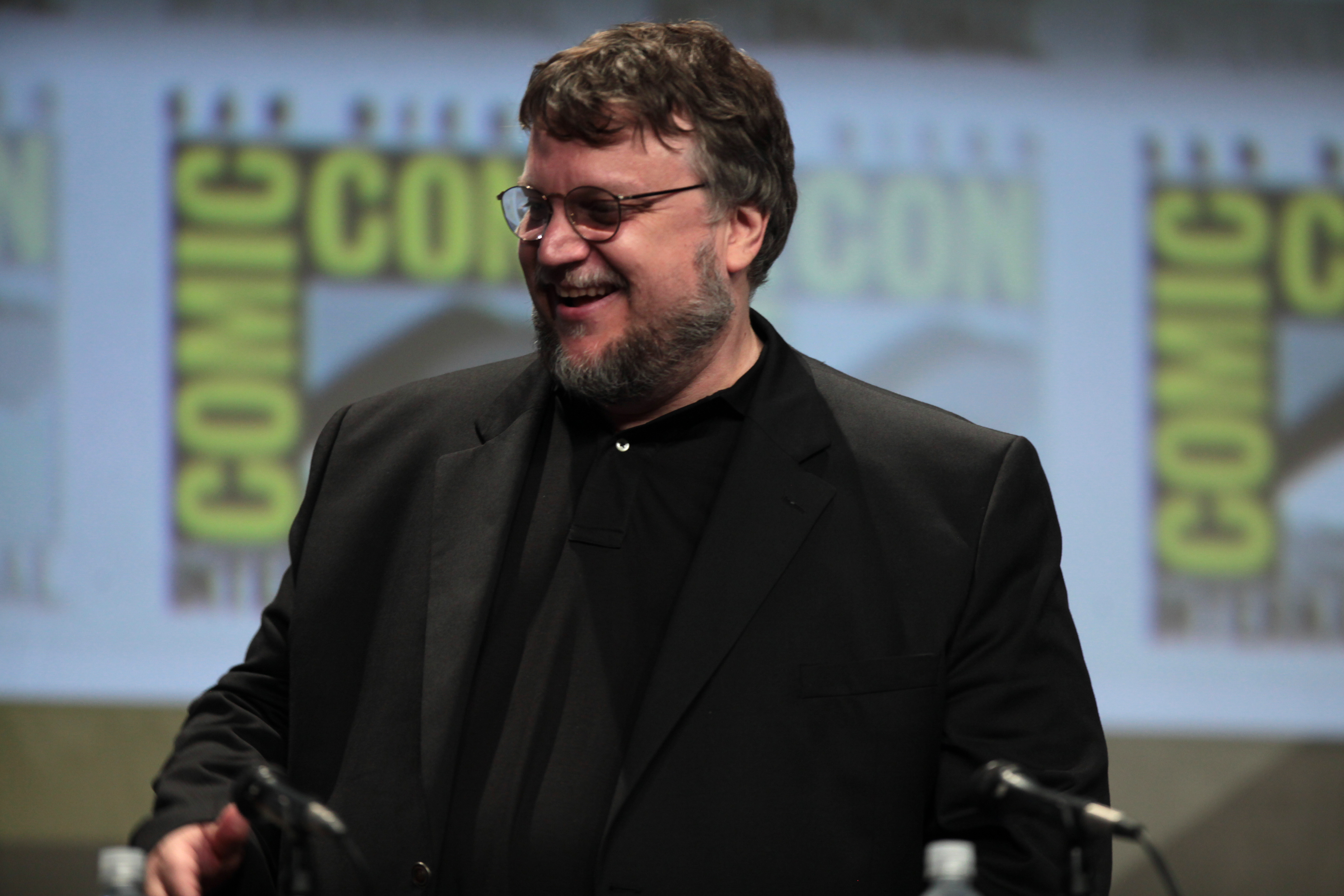
Guillermo del Toro (producer) a 2014-es Comic Con-on

Az animációs film a mexikói kultúra egy kiemelkedő napjának hangulatába varázsol minket, miközben megmutatja a sajátos kulturális vonásait a mexikói társadalomnak. A hagyományok szerint Mexikóban a halotti kultusz a kultúra és a mexikói élet szerves része. Ezért a Día de los Muertos, a halottak napja és a Día de los Fieles Difuntos, a mindenszentek napja harsány vidámsággal telik. A halál ábrázolása Mexikóban egyrészt barátságos, másrészt félelmetes, mint az animációs filmben La Muerte alakja, a vigyorgó, jól öltözött, kalapos csontvázfigura, valamint a kaszát tartó, csuklyás – bár gyakran igen színesbe öltöztetett – Xibalba.
"Ez a film annyira mexikói és annyira gyönyörű. Mi tényleg mélyen tiszteljük a halált. Ünneplünk halottak napján, lakodalmas zenét játszunk és eszünk-iszunk a sírok mellett. Ez nem a sírás-rívásról szól. Épp az ellenkezőjéről." nyilatkozta La Muuerte mexikói szinkronhangja, Kate del Castillo.
A producer, Guillermo del Toro számára nagyon fontos volt, hogy a film ne veszítse el mexikói sajátosságait.
"Olyan mozit akartunk, amely mindenfajta közönséget megszólít, ugyanakkor azt is tudtuk, hogy nem szeretnénk felhígítani" – mesélte Guillermo del Toro. "Az volt legnagyobb kihívás, hogy az adott pénzügyi keretek közt egy olyan mozit alkossunk, amely látványos, grandiózus, ugyanakkor tiszta."

## Szereplők

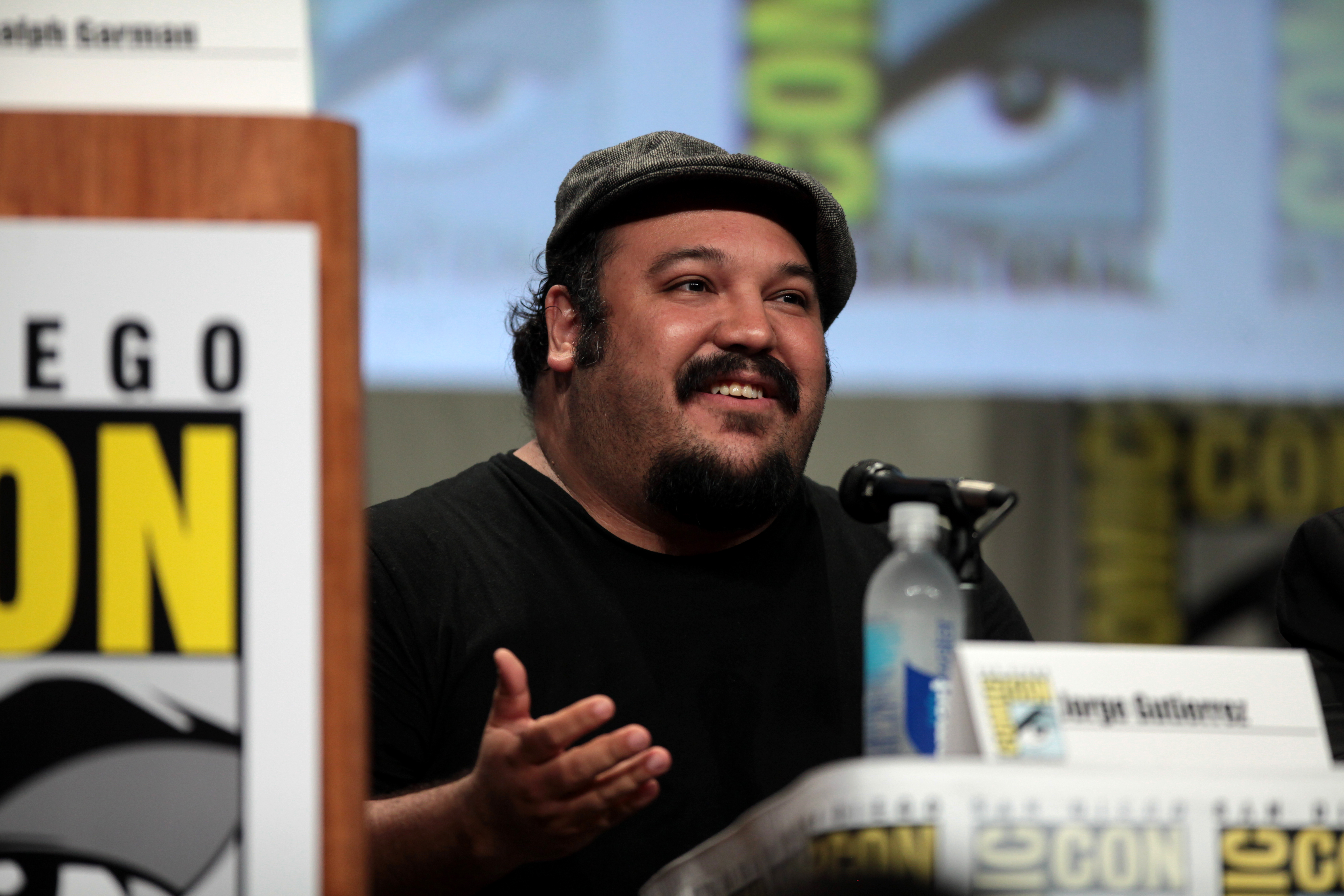
Jorge Gutierrez (rendező) a 2014-es Comic Con-on

- Diego Luna, mint Manolo Sánchez, torreádor (énekhangja)
- Emil-Bastien Bouffard, mint a fiatal Manolo
- Joe Matthews, mint a fiatal Manolo (énekhangja)
- Zoe Saldana, mint María Posada, Manolo és Joaquín legjobb barátja és szerelme. María emellett Ramiro Posada tábornok lány
- Genesis Ochoa, mint a fiatal María
- Channing Tatum, mint Joaquín Mondragon, San Angel városának hőse
- Elias Garza, mint fiatal Joaquín
- Christina Applegate, mint Mary Beth, a múzeumi idegenvezető
- Ice Cube, mint a Gyertyakészítő, a lény, aki az élet egyensúlyáért és az élők lelkéért felel
- Ron Perlman, mint Xibalba, az Elfeledettek Világának ura és La Muerte férje
- Kate del Castillo, mint La Muerte, az Emlékezettek Világának úrnője és Xibalba felesége
- Héctor Elizondo, mint Carlos Sánchez, Manolo apja
- Danny Trejo, mint halott Luis Sánchez, Manolo nagyapja
- Carlos Alazraqui, mint General Ramiro Posada, Dali, Chuy
- Ana de la Reguera, mint Carmen Sánchez, Manolo anyja
- Plácido Domingo, mint a halott Jorge Sánchez, Manolo dédnagyapja
- Jorge R. Gutierrez, mint a halott Carmelo Sánchez
- Eugenio Derbez, mint Chato
- Gabriel Iglesias, mint Pepe Rodríguez
- Anjelah Johnson, mint Adelita / Nina
- Sandra Equihua, mint Scardelita
- Dan Navarro, mint Chakal, a banditák vezetője

## Zene
2013 áprilisában jelentette be Gustavo Santaolalla és Paul Williams, hogy ők készítik a mozifilm zenéjét. A film zenéit 2014. szeptember 29-étől elérheti a közönség is iTunes-on, valamint 2014. október 27-től CD formátumban is, a Sony Masterworks forgalmazásából.
| Sorszám | Címe                                   | Előadó                                         | Hossz |
| ------- | -------------------------------------- | ---------------------------------------------- | ----- |
| 1       | "Live Life"                            | Jesse & Joy                                    | 3:05  |
| 2       | "The Apology Song"                     | La Santa Cecilia                               | 2:32  |
| 3       | "No Matter Where You Are"              | Us The Duo                                     | 2:58  |
| 4       | "I Love You Too Much"                  | Diego Luna & Gustavo Santaolalla               | 2:35  |
| 5       | "I Will Wait"                          | Diego Luna, Joe Matthews & Gustavo Santaolalla | 1:55  |
| 6       | "Más"                                  | Kinky                                          | 4:20  |
| 7       | "Cielito Lindo"                        | Plácido Domingo                                | 0:25  |
| 8       | "Creep"                                | Diego Luna & Gustavo Santaolalla               | 1:20  |
| 9       | "Can't Help Falling in Love"           | Diego Luna                                     | 0:52  |
| 10      | "The Ecstasy of Gold"                  | Gustavo Santaolalla                            | 2:05  |
| 11      | "Da Ya Think I'm Sexy?"                | Gabriel Iglesias & Gustavo Santaolalla         | 0:20  |
| 12      | "Just a Friend"                        | Biz Markie & Cheech Marin                      | 2:49  |
| 13      | "El Aparato / Land of the Remembering" | Café Tacuba & Gustavo Santaolalla              | 1:46  |
| 14      | "Visiting Mother"                      | Gustavo Santaolalla                            | 1.43  |
| 15      | "The Apology Song"                     | Diego Luna & Gustavo Santaolalla               | 2:52  |
| 16      | "No Matter Where You Are"              | Diego Luna & Zoe Saldana                       | 1:37  |
| 17      | "Te Amo y Más"                         | Diego Luna & Gustavo Santaolalla               | 2:36  |
| 18      | "Si Puedes Perdonar"                   | Diego Luna & Gustavo Santaolalla               | 1:44  |